# Mölltaler Gletscher Express
Mölltaler Gletscher Express – podziemna kolej linowo-terenowa w Austrii, uruchomiona w 1997 roku i umożliwiająca dojazd na lodowiec Mölltaler Gletscher w rejonie Flattach.

## Dane techniczne kolei linowo-terenowej
| Kolej                           | Mölltaler Gletscher Express |
| ------------------------------- | --------------------------- |
| Długość trasy [m]               | 4718                        |
| Poziom stacji dolnej [m n.p.m.] | 1222                        |
| Poziom stacji górnej [m n.p.m.] | 2234                        |
| Pojemność wagonu [osób]         |                             |
| Zdolność przewozowa [osób/h]    | 1600                        |
| Czas jazdy [min]                | 8                           |

Źródło